# Radiowa Agencja Solidarność
Radiowa Agencja Solidarność – nazwa używana przez agencje radiowe będące agendami NSZZ „Solidarność”, działające w Gdańsku w latach 1980–1998.

## Radio strajkowe
Radio od początku towarzyszyło strajkującym w Sierpniu ’80 i jako medium najszybsze było wówczas najskuteczniejszym środkiem społecznego przekazu.
Podczas strajku w Trójmieście działało „radio strajkowe”. Sieć transmisji radiowej zorganizowano z pomocą pracowników Morskiej Radiowej Obsługi Statków (MORS) i części załogi Zakładów Radiowych RADMOR z Gdyni. To oni jako pierwsi przerwali blokadę informacyjną stoczni.
Wykorzystano do tego sieci radiokomunikacyjne poszczególnych zakładów pracy. Metodą „transmisji łańcuszkowej” sygnał z sali BHP docierał do radiowęzłów zakładowych – tych przejętych przez komitety strajkowe. Dzięki temu w wielu zakładach Trójmiasta pracownicy mieli bezpośrednie transmisje z wydarzeń dziejących się w Stoczni Gdańskiej.
Podkreślenia wymaga udział Studenckiej Agencji Radiowej (SAR), która działając poza oficjalna cenzurą mogła przygotowywać dźwiękowe relacje z kolejnych dni strajkowych. SAR był pierwszym radiem, które już 15 sierpnia nadało informacje o stoczniowym strajku. Potem studenccy reporterzy (Jerzy Kasprzyszak, Jacek Tomaszewski i Tomasz Zielski) przemykali na teren stoczni nagrywając materiał dźwiękowy z przebiegu wydarzeń, który później był montowany i nadawany w formie reportaży przemycanych w codziennym programie SAR pod mylącymi dla SB tytułami. Kasprzyszak został też jednym z sygnatariuszy deklaracji poparcia dla strajku podpisanej 25 sierpnia1980 przez 36 polskich dziennikarzy obecnych wtedy w stoczni.

## Pierwsza Radiowa Agencja Solidarność
Podpisanie porozumień sierpniowych otworzyło nowe możliwości realizacji i nadawania przekazów medialnych niezależnych od oficjalnych rządowych.
Pierwszą inicjatywą rodzącego się związku była Radiowa Agencja „Solidarność” powstała przy Międzyzakładowym Komitecie Strajkowym już we wrześniu 1980 r. Założyła ją Joanna Wojciechowicz (późniejsza szefowa Gdańskiej Agencji Informacyjnej). Pracownikami byli Ryszard Czajkowski i Mieczysław Cholewa, a także działał tam 17-letni wówczas syn Joanny – Michał.
Ówczesna RAS była radiowęzłem nadającym swoje programy z okien siedziby MKZ (był to wtedy Hotel Morski) przez megafony skierowane na ulicę Grunwaldzką. Były to głównie komunikaty MKZ i KKP, relacje z obrad związkowych, wywiady z działaczami, fragmenty programów Radia Wolna Europa oraz piosenki opozycyjnych bardów (Kaczmarskiego, Gintrowskiego, Kelusa, Kleyffa). Nadawano często całe koncerty tych wykonawców, podczas których na ulicy zbierał się tłum słuchających, i często nagrywających na prywatne magnetofony kasetowe. Czołówką programów RAS był fragment pieśni „Mury” w wykonaniu Jacka Kaczmarskiego, z charakterystyczną frazą "a mury runą, runą, runą...".
RAS-owcy wydawali też krótkie serie kaset ze swoimi najbardziej popularnymi programami, które w tej postaci trafiały „pod strzechy”, i były później kopiowane wiele razy jako cenne nagrania z drugiego obiegu, który powoli stawał się oficjalnym.
RAS dokumentował też przebieg obrad I Krajowego Zjazdu Delegatów w hali Olivia. Był pierwszą niezależną związkową agencją radiową czyniącą wyłom w systemie rządowych środków masowego przekazu.

## Redakcja Radiowa Biura Informacji Prasowej „Solidarności”
Impulsem do założenia nowych mediów związkowych były m.in. wydarzenia bydgoskie, które ostatecznie uświadomiły związkowi konieczność stworzenia niezależnego przekazu informacji nie tylko w prasie, ale również w radiu i telewizji.
W Warszawie działała już prężnie agencja AS, co też stało się bodźcem do powołania podobnej agendy w gdańskiej siedzibie głównych władz związku. W kwietniu 1981 r. założono więc przy KKP Biuro Informacji Prasowej „Solidarności”, którym kierował Aram Rybicki. W ramach BIPS utworzono redakcje radiowo-telewizyjną: Marianowi Terleckiemu powierzono organizowanie związkowej telewizji, a Elżbiecie Pietkiewicz radia. Zespół radiowy tworzyli też m.in.: Piotr Jagielski, Wojciech Nowicki, Waldemar Płocharski, reporterami byli: Jerzy Kasprzyszak, Adam Żytkowiak i Tomasz Zielski, a lektorami Bogumił Hausman, Jacek Tomaszewski, Krzysztof Woźnowski i Elżbieta Pietkiewicz. Obie grupy działały na technicznej i kadrowej bazie SAR, która posiadała studia i reżysernie wyposażone w profesjonalny sprzęt radiowy.
Działalność redakcji radiowej BIPS-u polegała na przygotowywaniu 60-minutowych magazynów informacyjno-publicystycznych, zawierających aktualne serwisy informacyjne Zarządu Regionu Gdańskiego i KKP, relacje z wydarzeń w związku, wywiady z działaczami, komentarze, artykuły oraz fragmenty programów RWE (m.in. „Kawalkada czasu”, „Radiowa kronika spraw polskich i obcych”).
Audycje te nagrywano na kasety, które były kopiowane i kolportowane do radiowęzłów zakładowych na Wybrzeżu oraz w kraju (rozsyłano je poprzez związkowych kolejarzy). Był to bardzo sprawnie działający system przełamujący monopol informacyjny radia państwowego (czyli ówczesnego tzw. Radiokomitetu), dzięki któremu informacje z życia „Solidarności” rozchodziły się szybko po całym kraju w wiarygodnej formie i treści. Pierwszą swoją audycję RAS nadała 10 kwietnia 1981 r. (był w niej m.in. wywiad z Jadwigą Staniszkis), kolejne nadawano dwa razy w tygodniu (do końca sierpnia 1981 nagrano ponad 40 audycji).

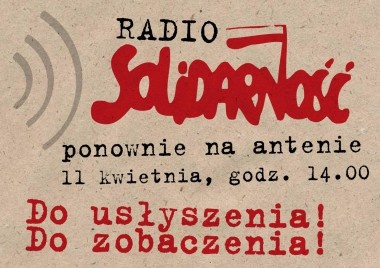

Efektem działalności radia BIPS było też wydawnictwo „Zakazane piosenki” (dwie kasety) z nagraniami koncertów Ogólnopolskiego Festiwalu Piosenki Prawdziwej, który odbył się w dniach 20–22 sierpnia 1981 r. w hali OLIVIA Gdańsku (w ramach obchodów pierwszej rocznicy podpisania porozumień sierpniowych). Gdańscy RAS-owcy przygotowywali też inne programy związkowe: okolicznościowe magazyny, reportaże (np. o Grudniu 1970, o Sierpniu 1980), transmisje ze spotkań z działaczami związku (np. Lechem Wałęsą, Andrzejem Gwiazdą, Jackiem Kuroniem, Karolem Modzelewskim).

## Radio na I Krajowym Zjeździe Delegatów
Od początku 1981 r. Krajowa Komisja Porozumiewawcza prowadziła negocjacje z Komitetem ds. Radia i Telewizji o dostęp „Solidarności” do środków masowego przekazu. Walczono o warunki obsługi medialnej zbliżającego się krajowego zjazdu delegatów i budowanie nowych struktur dla upowszechniania wolnego słowa.
Jak podano w Serwisie Informacyjnym BIPS nr 166 z 1 września 1981 rozmowy nie przyniosły rozstrzygnięcia problemu obsługi radiowo-telewizyjnej zjazdu „Solidarności”. Za podstawowa przeszkodę [...] strona rządowa uznała zagrożenie strajkowe radia i telewizji ze strony KKK Pracowników RTV”.
Powstała więc konieczność utworzenia niezależnych zjazdowych ekip radiowo-telewizyjnych. W tym celu we wrześniu 1981 powołano zespoły telewizji zjazdowej oraz radia zjazdowego (działającego na bazie BIPS). Radiowcy przygotowywali codzienną 1-2 godzinną relację z obrad zjazdu, montowaną i nagrywaną w siedzibie SAR w godzinach nocnych. Potem audycje te kopiowano na setki kaset magnetofonowych (na kopiarkach), a rano rozwożono je koleją do radiowęzłów zakładowych w całym kraju, podobnie jak w przypadku innych materiałów RAS, za pośrednictwem kolejarzy - członków „Solidarności”. Były to wówczas jedyne wiarygodne relacje radiowe z obrad I KZD "S".
Zjazdowe radio oraz telewizja były pierwszą próbą stworzenia niezależnego obiegu informacji typu audio i wideo poza cenzurą oraz oficjalnymi mediami. Było to kolejne przełamanie blokady i monopolu informacyjnego mediów publicznych, tym ważniejsze, że konkurencyjne wobec przekłamań i manipulacji w tendencyjnych relacjach ze zjazdu robionych przez prorządowych dziennikarzy.

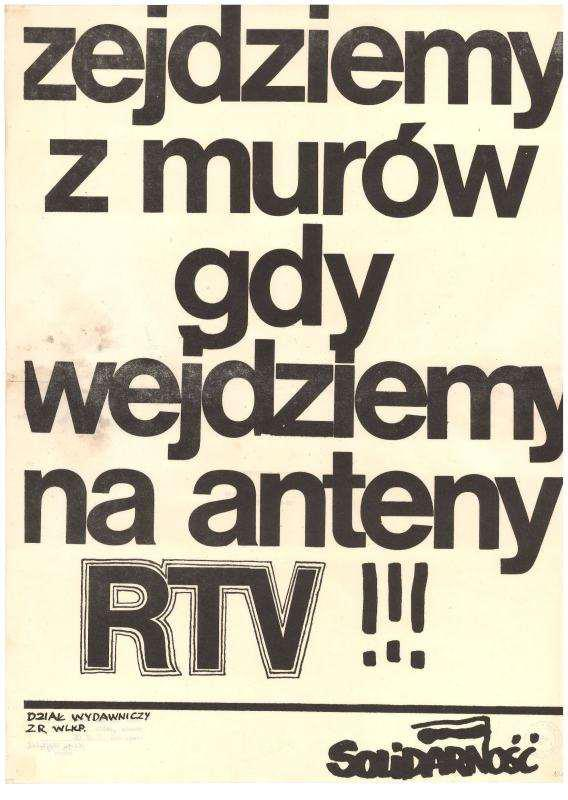

Po zjeździe wynegocjowano stały dostęp związku do regionalnych programów radia i telewizji (tzw. okienka związkowe), więc dalsza produkcja audycji na kasetach wydawała się już niepotrzebna. KKP powołała koordynatorów programów związkowych: w telewizji odpowiadał za nie Marian Terlecki, a w radiu Elżbieta Pietkiewicz. Audycje związkowe nadawano raz w tygodniu: w TV Gdańsk przez 10 minut, a w Radiu Gdańsk przez 20 minut, od października 1981 do 11 grudnia 1981 (do wprowadzenia stanu wojennego).

## Podziemne Radio Solidarność Gdańsk
Po wprowadzeniu stanu wojennego osoby związane z „Solidarnością” a pracujące w mediach rządowych zostały represjonowane. Za prace w BIPS Adam Żytkowiak został internowany w Strzebielinku, a potem zwolniony z pracy w Rozgłośni Gdańskiej Polskiego Radia, natomiast Elżbieta Pietkiewicz została zweryfikowana negatywnie przez komisję weryfikacyjną WRON, wskutek czego zwolniono ją z radia na mocy dekretu o stanie wojennym. Oboje zostali pozbawieni prawa do pracy w mediach państwowych (otrzymali tzw. wilczy bilet).
Marian Terlecki uniknął internowania, dzięki temu udało mu się ukrywać przez 3 lata w kryjówkach na terenie całej Polski. Kontynuował działalność tworząc podziemne Radio Solidarność Gdańsk, które nadawało swoje audycje w latach 1982-89. Na początku koordynował je Terlecki, a później Maciej Pawlak (1983-1989). Audycje nagrywano konspiracyjnie: w prywatnych mieszkaniach, na amatorskim sprzęcie, w warunkach często „partyzanckich”. Współpracowało z nim wiele osób z dawnego radia BIPS, a lektorami byli Hanna Terlecka, Krystyna Kauser i Tomasz Koliński. Krótkie audycje informacyjne nadawano z nadajników małej mocy rozmieszczanych najczęściej w wieżowcach dużych dzielnic Trójmiasta. Rozpoczynały się one znanym sygnałem RAS - piosenką Kaczmarskiego „A mury runą...” Wykonano też wiele krótkich emisji na kanale lokalnej telewizji. Dłuższe – 30-minutowe magazyny – nagrywano na kasety i kolportowano po całym regionie. Po raz kolejny skutecznie złamano monopol mediów rządowych dostarczając wiarygodnych informacji z życia podziemnej opozycji związkowej oraz podtrzymując społeczny opór wobec reżimowych władz.

## Radio „Solidarni”
Po zakończeniu rozmów Okrągłego Stołu w kwietniu 1989 r. na bazie ekipy dawnego radia BIPS powstał kolejny zespół radiowy: Radio „Solidarni”, jako agenda Komitetu Obywatelskiego przy Lechu Wałęsie. Kierowała nim Elżbieta Pietkiewicz, a współpracowali: Bożena Leszczyńska, Wojciech Szalkiewicz, Jacek Naliwajek, Włodzimierz Raszkiewicz, Karolina Malenda, Ryszard Ślesiński i Jacek Tomaszewski.
Zespół ten przygotowywał codzienne audycje wyborcze, emitowane na antenie Radia Gdańsk w wydzielonym paśmie czasowym przyznanym w gdańskiej rozgłośni PR dla komitetów wyborczych. Czołówką był fragment patriotycznej pieśni "Polskie skrzydła". Nagrywano spotkania wyborcze w regionie, sondy uliczne, przeprowadzano wywiady z kandydatami, przygotowywano serwisy informacyjne. Materiały montowano i zgrywano w studiu SAR, po czym taśmy z gotowymi audycjami zanoszono do radia do akceptacji przez ówczesnego redaktora naczelnego (z nadania PZPR). Ocenzurowane w ten sposób audycje były emitowane następnego dnia o wyznaczonej porze w bloku wyborczym.
Po wygranych wyborach w czerwcu 1989 redakcja „Solidarnych" kontynuowała nadawanie swoich pro-solidarnościowych audycji w Radiu Gdańsk. Wynegocjowano z nowym redaktorem naczelnym Andrzejem Mielczarkiem bezpłatne emisje w formie Gdańskiego Magazynu Niezależnego – informacyjno-publicystycznego 30-minutowej audycji nadawanej raz w tygodniu (od czerwca do grudnia 1989, zatwierdzanej do emisji po uprzedniej cenzurze). Przygotowywali go Elżbieta Pietkiewicz i Ryszard Ślesiński (w studiu SAR).

## Reaktywacja RAS
Dotychczasowa formuła audycji radiowych była jednak niewystarczająca dla potrzeb odradzającego się Związku. Wobec tego decyzją ówczesnego przewodniczącego Zarządu Regionu Gdańskiego NSZZ Solidarność Bogdana Borusewicza we wrześniu 1990 r. reaktywowano Radiową Agencję Solidarność jako agendę ZRG. Przygotowywała ona codzienne 20-minutowe audycje informacyjno-publicystyczne z życia związku, które były nadawane na antenie Radia Gdańsk (od 1992 emisje odbywały się na antenie Radia ARnet). Jako sygnał RAS zachowano czołówkę programów Radia Solidarni: fragment pieśni "Polskie skrzydła", która po zwycięstwie wyborczym w 1989 nabrała symbolicznego wydźwięku.
Nowym RAS-em kierowała Elżbieta Pietkiewicz, a pracowali w nim: Bożena Leszczyńska, Katarzyna Nowicka, Dorota Trela-Godzwon, Henryk Żukowski, Wojciech Szalkiewicz i Jacek Naliwajek. Była to jedyna tego typu związkowa redakcja radiowa w Polsce, niezależna od oficjalnych mediów. RAS włączała się także w kampanie wyborcze: Lecha Wałęsy, AWS i Mariana Krzaklewskiego. Współpracowała też z mediami polonijnymi: Polskim Radiem Sydney i Dziennikiem Chicagowskim.
Redakcja RAS mieściła się w budynku Komisji Krajowej, w siedzibie Zarządu Regionu Gdańskiego. Tam przygotowywano audycje, które później zawożono (na taśmach studyjnych) do emisji do siedziby Radia Gdańsk i Radia ARnet. Nowy RAS działał do listopada 1998.

## Podsumowanie
Jak widać na podstawie przedstawionych faktów na przestrzeni 18 lat – począwszy od Sierpnia '80 – w Gdańsku istniało i działało 6 agencji radiowych „Solidarności”, które zapoczątkowały walkę o wolność słowa i skuteczna rywalizacje z monopolem PRL-owskiego Radiokomitetu i jego propagandą. Dzięki odwadze i determinacji kilku grup zaangażowanych osób idea niezależnego przekazu radiowego była kontynuowana przez wiele lat mimo trudnych warunków realizacji, podtrzymując solidarność społeczną siłą mówionego słowa i piosenką, oraz twórczością drugiego obiegu. Zachowane w archiwach audycje tych agencji stanowią żywy zapis najnowszej historii Polski i są jej bezcennymi dokumentami.